# Hethpool
Hethpool är en ort i civil parish Kirknewton, i grevskapet Northumberland i England. Orten är belägen 10 km från Wooler. Hethpool var en civil parish 1866–1955 när det uppgick i Kirknewton. Civil parish hade 16 invånare år 1951.